# Suzhou (Jiuquan)

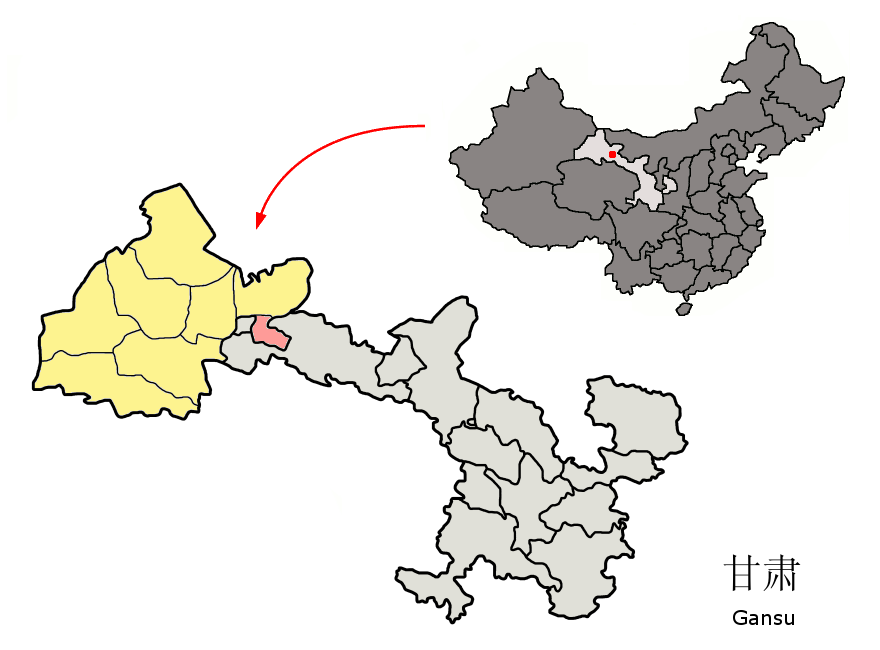
Lage von Suzhou (rosa) in Jiuquan (gelb)

Suzhou (肃州区,  Sùzhōu Qū) ist ein Stadtbezirk der bezirksfreien Stadt Jiuquan in der chinesischen Provinz Gansu. Suzhou hat eine Fläche von 3.346 km² und 447.200 Einwohner (Stand: Ende 2018).

## Administrative Gliederung
Auf Gemeindeebene setzt sich Suzhou aus sieben Straßenvierteln, sieben Großgemeinden, sieben Gemeinden, einer Nationalitätengemeinde und einer Staatsfarm zusammen. Diese sind:
| Straßenviertel Dongbeijie (东北街街道); Straßenviertel Dongnanjie (东南街街道); Straßenviertel Gongyeyuan (工业园街道); Straßenviertel Xibeijie (西北街街道); Straßenviertel Xinanjie (西南街街道); Straßenviertel Xincheng (新城街道), = „Neustadt“; Straßenviertel des Wohngebiets Yumen-Ölfeld (玉门油田生活基地街道);1 Großgemeinde Jinfosi (金佛寺镇); Großgemeinde Qingshui (清水镇); Großgemeinde Sandun (三墩镇); Großgemeinde Shangba (上坝镇); Großgemeinde Xidong (西洞镇); | Großgemeinde Yinda (银达镇); Großgemeinde Zongzhai (总寨镇); Gemeinde Dongdong (东洞乡); Gemeinde Fengle (丰乐乡); Gemeinde Guoyuan (果园乡); Gemeinde Huajian (铧尖乡); Gemeinde Quanhu (泉湖乡); Gemeinde Xiaheqing (下河清乡); Gemeinde Xifeng (西峰乡); Gemeinde Huangnipu der Yugur (黄泥堡裕固族乡); Staatsfarm Xiaheqing (国营下河清农场). |

1 Dieses Straßenviertel liegt im Verwaltungsgebiet von Suzhou, untersteht aber nicht der Volksregierung des Stadtbezirks, sondern der Ölgesellschaft.